# Leboreiro (La Coruña)
Leboreiro (llamada oficialmente Santa María do Leboreiro) es una parroquia del municipio de Mellid, en la provincia de La Coruña, Galicia, España.

## Historia
La localidad de O Leboreiro, que forma parte de la parroquia, la mencionó Aimeric Picaud en su Codex Calixtinus como Campus leuurarius (Campo de liebres), señalando la importancia del lugar en el Camino hasta Santiago de Compostela.

## Entidades de población
Entidades de población que forman parte de la parroquia:
- Desicabo
- O Coto
- O Leboreiro

## Demografía
| Gráfica de evolución demográfica de Leboreiro entre 2000 y 2018 |
|                                                                 |
| Población de derecho según el padrón municipal del INE          |

## Lugares de interés
- Iglesia de Santa María,  templo románico tardío de una nave, ábside circular y una figura de María en el tímpano.
- Antiguo albergue de peregrinos, localizado frente a la iglesia con un escudo de armas de la familia Ulloa en la fachada, quienes fundaron la casa en el siglo XII.
- Antigua vía romana al noroeste de la localidad con un puente sobre el río Seco.